# Magyarcséke község
Magyarcséke község (románul: Comuna Ceica) község Bihar megyében, Romániában. Központja Magyarcséke, beosztott falvai Cseszvára, Dusafalva, Hollószeg, Jancsófalva, Kótliget, Tőkefalva.

## Népessége
A 2011-es népszámlálás adatai alapján a község népessége 3591 fő volt.